# Escut de la Pobla de Claramunt
L'escut oficial de la Pobla de Claramuntté la següent descripció:
Escut caironat quarterat: 1r. i 4t. d'or, un mont floronat de gules; 2n. i 3r. de gules, un card de 3 flors arrencat d'or. Per timbre una corona mural de poble.

## Història
Va ser aprovat el 6 d'agost de 1985 i publicat al DOGC el 2 de setembre del mateix any amb el número 583.
El poble és situat a la confluència de dos rius, sota el turó on s'aixeca el castell de Claramunt. El castell va pertànyer, fins a mitjan segle xiii, als vescomtes de Cardona, representats al poble pels Claramunt. L'escut presenta les armes parlants d'aquestes dues famílies, duplicades: al primer i quart quarters, el mont floronat dels Claramunt; al segon i el tercer, el card dels Cardona.